# 榼藤子崖豆藤
榼藤子崖豆藤（学名：Millettia entadoides）为豆科崖豆藤属的植物，是中国的特有植物。分布于中国大陆的云南等地，生长于海拔1,500米至2,600米的地区，多生在山坡灌木林中，目前尚未由人工引种栽培。